# Хини, Фрэнк
Фрэнк Хини (англ. Frank Heaney; 23 ноября 1886, Дублин, Ирландия — 24 августа 1937, там же) — ирландский футболист, правый защитник.

## Клубная карьера
Футбольную карьеру начал в клубе «Сент-Джеймс Гейт», тогда бывшем любительским. В мае 1911 года вместе со своим братом Джоном присоединился к клубу английского Второго дивизиона «Лидс Сити». За клуб дебютировал 16 декабря в выездном матче с «Вулверхэмптоном». Во время матча в своей штрафной сбил Гарри Парсонейджа, получив красную карточку и «привезя» пенальти, с которого «Вулвз» забили третий гол (матч закончился со счётом 5:0). После матча Хини был описан как «нерешительный и в целом слишком медлительный, чтобы справиться с энергичными нападающими "Вулверхэмптона"». 30 марта 1912 года сыграл второй матч за «Лидс», выйдя в стартовом составе в домашнем матче против «Дерби Каунти». Летом 1912, после прихода в команду Герберта Чепмена, братья Хинни вернулись в Ирландию. На родине Фрэнк недолго выступал за «Шелбурн», но большую часть своей карьеры провёл в «Сент-Джеймс Гейт», к сезону 1921/22 став капитаном. В этом же сезоне клуб сделал требл, выиграв первый в истории чемпионат Ирландии, Кубок Ирландии и Лигу Лейнстера. После Олимпиады 1924 года завершил профессиональную карьеру.

## Карьера в сборной
За национальную сборную дебютировал 8 ноября 1913 в домашней игре со сборной Англии. 13 ноября 1920 года сыграл второй матч за сборную (тоже против сборной Англии). 8 февраля 1921 года сыграл в третьем и последнем матче за сборную в гостевом товарищеском матче со сборной Франции. 
Был одним из семи игроков «Сент-Джеймс Гейт», включённых в заявку национальной сборной на VIII Летние Олимпийские игры, и одним из двух, не прибывших на турнир. Кроме Хини, в Ирландии остался Томми Онжье, а в Париж поехали Эрни Маккей, Чарли Дауделл, Падди Данкан, Майк Фаррелл и Том Мерфи. Если бы Фрэнк принял участие в Олимпиаде, то, вместе с Динни Хэнноном, стал бы первым футболистом в истории, выступавшим за обе сборные Ирландии.

## Личная жизнь
Родился 23 ноября 1886 года в Дублине. Два года спустя родился брат Фрэнка, Джон, который также стал футболистом. Во время Первой мировой войны служил в Ирландской гвардии, из-за чего ему пришлось прервать свою карьеру футболиста. Умер от рака желудка 24 августа 1937 года. Его брат Джон после завершения карьеры футболиста управлял отелем в графстве Уиклоу вплоть до своей смерти в 1944 году. 

## Достижения

### Клубные

#### «Сант-Джеймс Гент»
- Чемпион Ирландии: 1921/22

- Обладатель Кубка Ирландии: 1922

- Победитель Лиги Лейнстера: 1921/22

### В сборной
- Олимпиада 1924 года: 1/4 финала

## Внешние ссылки
- Профиль игрока на сайте Olympedia